# Rhorus caucasicus
Rhorus caucasicus är en stekelart som beskrevs av Dmitriy R. Kasparyan 1985. Rhorus caucasicus ingår i släktet Rhorus och familjen brokparasitsteklar. Inga underarter finns listade i Catalogue of Life.